# L'urlo del gatto
L'urlo del gatto (Cry of the Cat) è il sessantatreesimo libro della serie Piccoli brividi dell'autore statunitense R. L. Stine.

## Trama
Alison Moore è una dodicenne che, un giorno, si sta recando in bicicletta con il suo coetaneo Ryan Engel alle prove di uno spettacolo teatrale che si terrà nella loro scuola e che avrà come protagonisti i due amici. Durante il tragitto, la ragazza rischia di venire investita da un camion e, nel contempo, investe senza volerlo un gatto, decapitandolo. Il camion si ferma prima di poter investire la giovane, la quale constata la morte del gatto e lo porta in una vicina casa apparentemente abbandonata, convinta che l'animale vivesse là. Una volta sulla soglia della struttura, una strana ragazza di nome Crystal le apre la porta e, vedendo il gatto morto, le intima di andarsene immediatamente, prima che il gatto se ne scappi improvvisamente, non essendo dunque morto. Crystal, spaventata, avverte Alison di essersi messa nei guai con tale gatto, di nome Rip, che non sarebbe un "gatto normale" come gli altri. Una volta a scuola, durante le prove dello spettacolo allestito dall'eccentrico professor Keanes, Alison viene assalita da Rip, nascostosi nel suo armadietto, e poco dopo il gatto viene inavvertitamente schiacciato dal trono finto su cui era seduto Freddy, morendo per la seconda volta. Successivamente, però, Alison, ormai ossessionata da tale spaventoso gatto, viene nuovamente aggredita una notte a casa sua da Rip, il quale cerca di soffocarla prima che la ragazza lo scagli fuori dalla finestra, uccidendolo per la terza volta. Scesa in cortile per constatare l'effettiva morte del gatto, la ragazza viene aggredita dal felino che la graffia ad un polpaccio, fuggendo poi via. Il graffio, tuttavia, non ha causato alcun dolore né sanguinamento ad Alison, la quale, però, inizia a comportarsi in maniera strana a partire dal giorno successivo. A colazione, infatti, mangia senza volerlo tre scatolette di tonno, successivamente inizia a vomitare palle di pelo e a pulirsi la faccia dopo essersi leccata il dorso della mano, proprio come un gatto. Desiderosa di saperne di più, Alison si reca nuovamente da Crystal ma questa la scaccia in malo modo, dicendole che sua madre si è molto arrabbiata con la stessa Alison per essersi messa nei guai con Rip, avvertendola che il gatto, ormai, è morto otto volte e che adesso cercherà di fargliela pagare. Poco dopo, Alison viene raggiunta da Ryan e i due, senza volerlo, finiscono in un cimitero di animali dove scoprono la tomba di Rip, nato nel 1981 e morto effettivamente nel 1993. Alison scava a mani nude per trovare la carcassa dell'animale, ma una volta aperta la piccola bara il terribile gatto salta fuori e cerca di aggredirla nuovamente, ma grazie all'intervento di Ryan ciò non accade, sebbene il ragazzo venga graffiato da Rip. Alison cerca di fuggire ma si ritrova inseguita non solo da Rip ma anche dagli spiriti oscuri di altri gatti morti usciti dalle tombe del cimitero. La ragazza ritorna a casa di Crystal, la quale le dice che l'unica sua salvezza è parlare con la madre, e che Rip e i suoi spiriti felini schiavi non ci metteranno molto a raggiungerla. Una volta nel seminterrato, Alison nota con orrore che la madre di Crystal è un orribile ibrido donna-gatto. Questa le spiega che venne aggredita e graffiata più volte da Rip, il quale sembrerebbe trasferire una parte della sua essenza ogni qualvolta graffi qualcuno. Per lei, ormai, non c'è più soluzione, e per proteggere sua figlia ha deciso di sacrificare a Rip la stessa Alison. Sopraggiunto il mostruoso felino insieme agli spiriti oscuri, egli cerca di aggredire Alison ma viene fermato da Ryan, mentre la protagonista si ricorda di avere con sé in tasca un topo di gomma (infatti Alison ha una vera e propria passione per i topi tanto da averne una grande collezione in camera sua) con il quale riesce a distrarre gli spiriti felini che, azzuffandosi, finiscono per scomparire assieme a Rip. Crystal e sua madre ringraziano Alison e Ryan per aver sconfitto Rip e i suoi spiriti e tutto sembra essersi risolto ma, il giorno dopo, mentre si stanno recando alle prove dello spettacolo, Ryan e Alison notano un topo di campagna nell'erba del giardino della casa della protagonista e cercano di acchiapparlo.

## Episodio TV
Di questo romanzo è stata tratta una trasposizione televisiva che presenta, tuttavia, numerose differenze rispetto alla versione cartacea:
- La protagonista si chiama Alison Moore nel libro e Allison Rogers nell'episodio televisivo.
- Sia Alison che Ryan sono due attori che, durante l'episodio televisivo, stanno girando un film chiamato appunto L'urlo del gatto. Nel romanzo, invece, non accade nulla di tutto ciò, e Alison e Ryan non sono attori ma normali ragazzi.
- Nell'episodio televisivo Alison investe solamente Rip con la bicicletta, mentre nel romanzo lo decapita investendolo.
- Nel libro Rip appare come un gatto normale, mentre nell'episodio televisivo è glabro e dalle fattezze mostruose, oltre che munito di ali.
- Gli spiriti dei gatti schiavi di Rip sono assenti nell'episodio televisivo.
- Nel libro Rip viene ucciso dagli spiriti dei gatti suoi schiavi, mentre nell'episodio televisivo dopo aver ingurgitato un topo a molla di Alison riempito con una sostanza chimica letale.
- Nel finale Ryan inghiotte un topo dinanzi ad una sbigottita Alison nell'episodio televisivo, mentre nel libro entrambi litigano per poterne acchiappare uno nel giardino.
- Il personaggio di Tanner Moore, il fratellino di Alison, è assente nell'episodio televisivo, così come i genitori della protagonista.
- Molti dei personaggi apparsi nell'episodio televisivo, come l'eccentrico regista Larry, sono assenti nel libro.

## Edizioni
- Robert Lawrence Stine, L'urlo del gatto, traduzione di Cristina Scalabrini, collana Piccoli brividi, Arnoldo Mondadori Editore, 1999,  p. 142, ISBN 88-04-47038-0.